# North To Alaska (Lied)
North To Alaska ist ein Country-Song von Johnny Horton aus dem Jahr 1960.
Es ist der Titelsong zum gleichnamigen Western mit John Wayne, der in Deutschland unter dem Titel Land der tausend Abenteuer bekannt ist. Es ist der letzte noch zu Lebzeiten erschienene Song von Horton, der einige Monate nach Veröffentlichung bei einem Autounfall starb.
Der Song erreichte Platz 4 der Billboard Hot 100 sowie Platz 1 der US-Country-Charts. In Großbritannien erreichte der Song Platz 23 und in Deutschland Platz 41.
Ebenfalls 1960 veröffentlichte Ralf Bendix mit Weit von Alaska eine deutsche Version des Titels.